# 哈爾科夫兵工廠足球會
哈爾科夫兵工廠足球會（FC Arsenal Kharkiv）是一支位於烏克蘭哈爾科夫的職業足球會，目前於烏克蘭業餘聯賽角逐。

## 外部連結
- （俄文） Official site
- （俄文） Mad Rovers – Arsenal Kharkiv Fans（页面存档备份，存于）